# Песня казака Плахты

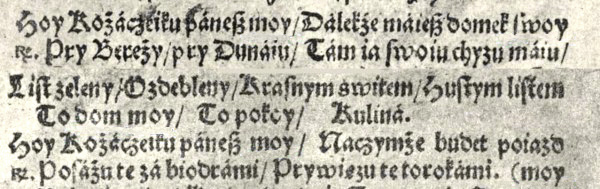
Оригинал с первыми строками песни, записанный польской латиницей

Песня казака Плахты («О казаке и Кулине», «Кулина»; «Piesn Kozaka Plachty») — баллада на староукраинском языке. Написана около 1612 года, в 1625 году напечатана в Кракове в сборнике сатирических произведений галицкого польскоязычного поэта Яна Дзвоновского (пол. Jan Dzwonowski) «Сейма вального домового артикулов шесть…» (пол. Sejmu domowego artikulów sześć...).

## Первый куплет
Кулина

Гой козачейку, пане-ш мой,

Далек же маеш домек свой?

 Козак

Пры бережи пры Дунаю,

Там я свою хыжу маю:

Лист зелены оздоблены

Красным щветем, густим листем,

То дом мой, то покой.
Оригинальный текст (неопр.)Goy Kożaczeiku paneisz moy / Dalekźe maiesz domek swoy

Re. Pry Bereży / pry Dunaiu / Tam ia swoiu chyzu maiu /

List zeleny / Ozdebleny / Krasnym świtem / Gustym listem

To dom moy / To pokoy

## Публикация
В 1625 году вышла в свет книга «Сейма вального домового артикулов шесть…», изданная Яном Дзвоновским. Она состояла из ряда сатирических вирш «Сейма домового артикулов шесть», «Разговора шляхтича с корчмарём про посполитое рушение или гусиную войну» (аллюзия на т.н. "куриную войну") и «Портрет чудотворный и сила казака Плахты, украинца, который присягнул с казаком Сагайдачным [идти] к Мораве с двадцатью тысячами выборных казаков и деятельных молодцев против нехристианского люда в 1620 году».
В вирше казак Плахта противопоставляется Мухе и Северину Наливайко, которые «против отечества воевали» (против шляхетского засилья), он же поступил патриотично и воевал против турок, москвы, валахов и татар, что отражает тогдашнюю польскую идеологию. Казак приравнивается к библейским героям, однако описывается и как былинный герой: он может выпить бочку пива и пол бочки водки, много ест. Плахта, очевидно, был из наёмных казаков, которых собрал полковник Ф. Лисовский, для войны против Московии, Венгрии, и принимали участие в боях в Чехии. В конце издания приводится стихотворение «Песня казака Плахты».
Иван Франко считает, что автор записал услышанную им казацкую песню. Похожие песни записаны в разных местах на территории современной Украины.
Не известно является ли «Плахта» фамилией. Возможно это прозвище, данное казаку за чрезмерный интерес к юбкам (плахтам).
Стиль песни: плясовой хорей, тонический строй.
И. Франко предполагает, что песня появилась в Галиции. Произведение написано правильными стихотворными строфами, что указывает на его литературный характер. Язык памятника близок к народному языку того времени. Стихотворение схоже с балладами, фабула красиво и гармонично разработана — она имеет черты лёгкой сатиры на казацкую жизнь, которая достаточно точно отражена. К девушке отношение у автора сочувственное, хоть в определённой степени и осуждающее за легкомыслие.

## Сюжет
Форма песни — диалог девушки с казаком. Девушка спрашивает, казак отвечает, впоследствии больше говорит и девушка. Казак рассказывает о себе следующее: дом его в лесу «на берегу, при Дунае» — Дунай здесь значит река вообще; далее говорится, что казак — из Запорог. Он повезёт с собой девушку Кулину «с бёдрами», привязывая тороками (шнурами), как возили девушек-пленниц татары. Есть они будут тюрю, казацкую затираху, жажду утолять водой из колодца. Девушка будет пасти для казака лошадей, ночью с ним будет спать на войлоке с седлом под головой (казачий походный способ спанья). Молодые сговариваются, девушка согласна на лишения. Казак везёт девушку на Запороги, где его дом — «котерга розбитая, епанчой прикритая», а все имущество — «рубашка, сермяжка»; в конце концов, казак о добре не печётся, его дело разбивать москалей и татар. Девушка в отчаянии, потому что здесь «ни с кем жить, поговорить». Она спрашивает: когда ей надоест такая жизнь, казак пустит её домой? Казак не отрицает. Девушка снова в отчаянии и проклинает казака.